# Bundesliga austriacka w piłce nożnej (2000/2001)
Bundesliga 2000/2001 (znana jako max.Bundesliga ze względów sponsorskich) była 90 edycją najwyższej klasy rozgrywkowej piłki nożnej na Austrii.
Brało w nim udział 10 drużyn, które w okresie od 4 lipca 2000 do 24 maja 2001 rozegrały 36 kolejek meczów.
Tirol Innsbruck zdobył drugi tytuł z rzędu, a 9. w swojej historii.

## Drużyny
| Uczestnicy poprzedniej edycji                                                                                 | Uczestnicy poprzedniej edycji | Uczestnicy poprzedniej edycji | Uczestnicy poprzedniej edycji |
| --- | ----------------------------- | ----------------------------- | ----------------------------- |
| TIN | Tirol Innsbruck               | 1                             |                               |
| STR | Sturm Graz                    | 2                             |                               |
| RPD | Rapid Wiedeń                  | 3                             |                               |
| AWI | Austria Wiedeń                | 4                             |                               |
| RIE | SV Ried                       | 5                             |                               |
| SAL | Austria Salzburg              | 6                             |                               |
| GAK | Grazer AK                     | 7                             |                               |
| LIN | LASK Linz                     | 8                             |                               |
| SWB | Schwarz-Weiß Bregenz          | 9                             |                               |
| Awans z 1. Division                                                                                           |                               |                               |                               |
| ADM | Admira Wacker                 | 1                             |                               |
| Oznaczenia: - kolumna pierwsza – skróty nazw drużyn, - kolumna trzecia – miejsce zajęte w poprzednim sezonie. |                               |                               |                               |

## Tabela
| Lp. | Drużyna               | M  | Z  | R  | P  | B+ | B- | +/– | Pkt | Kwalifikacja lub spadek                       |
| --- | --------------------- | -- | -- | -- | -- | -- | -- | --- | --- | --------------------------------------------- |
| 1   | Tirol Innsbruck (M)   | 36 | 20 | 8  | 8  | 63 | 31 | +32 | 68  | Liga Mistrzów UEFA • III runda kwalifikacyjna |
| 2   | Rapid Wiedeń          | 36 | 16 | 12 | 8  | 62 | 36 | +26 | 60  | Puchar UEFA • Runda kwalifikacyjna            |
| 3   | Grazer AK             | 36 | 16 | 9  | 11 | 49 | 40 | +9  | 57  | Puchar UEFA • Runda kwalifikacyjna            |
| 4   | Sturm Graz            | 36 | 16 | 7  | 13 | 58 | 44 | +14 | 55  | Puchar Intertoto UEFA (2001)                  |
| 5   | Austria Wiedeń        | 36 | 14 | 8  | 14 | 47 | 43 | +4  | 50  |                                               |
| 6   | Austria Salzburg      | 36 | 13 | 10 | 13 | 49 | 45 | +4  | 49  |                                               |
| 7   | SV Ried               | 36 | 13 | 9  | 14 | 51 | 52 | −1  | 48  | Puchar Intertoto UEFA (2001)                  |
| 8   | Schwarz-Weiß Bregenz  | 36 | 10 | 8  | 18 | 40 | 67 | −27 | 38  |                                               |
| 9   | Admira Wacker Mödling | 36 | 8  | 12 | 16 | 29 | 63 | −34 | 36  |                                               |
| 10  | LASK Linz (S)         | 36 | 8  | 9  | 19 | 43 | 70 | −27 | 33  | spadek do 1. Division                         |

## Wyniki
| Gospodarz \ Gość      | ADM | SAL | AWI | BRE | GAK | LIN | RIE | RWI | STU | TIR | ADM | SAL | AWI | BRE | GAK | LIN | RIE | RWI | STU | TIR |
| --------------------- | --- | --- | --- | --- | --- | --- | --- | --- | --- | --- | --- | --- | --- | --- | --- | --- | --- | --- | --- | --- |
| Admira Wacker Mödling |     | 2–0 | 0–0 | 0–1 | 0–4 | 2–2 | 0–5 | 2–4 | 0–1 | 1–0 |     | 0–0 | 1–0 | 1–1 | 1–0 | 1–1 | 0–0 | 0–2 | 2–2 | 0–2 |
| Austria Salzburg      | 3–1 |     | 2–0 | 2–0 | 4–0 | 4–1 | 0–0 | 0–3 | 1–0 | 1–1 | 0–0 |     | 4–1 | 5–0 | 1–2 | 3–1 | 4–3 | 0–3 | 0–1 | 0–1 |
| Austria Wiedeń        | 0–0 | 3–1 |     | 2–1 | 4–0 | 5–0 | 2–1 | 3–2 | 1–2 | 0–2 | 2–0 | 1–1 |     | 1–1 | 0–1 | 3–1 | 1–1 | 2–0 | 1–0 | 0–2 |
| Schwarz-Weiß Bregenz  | 1–2 | 5–1 | 2–1 |     | 2–1 | 2–2 | 0–0 | 1–1 | 2–1 | 2–2 | 0–0 | 2–0 | 2–1 |     | 1–0 | 1–2 | 2–3 | 1–0 | 0–3 | 1–0 |
| Grazer AK             | 5–1 | 1–1 | 1–0 | 2–0 |     | 3–1 | 0–3 | 2–0 | 2–0 | 0–2 | 1–1 | 1–1 | 2–0 | 2–2 |     | 1–0 | 4–1 | 0–1 | 1–2 | 3–0 |
| LASK Linz             | 1–1 | 0–2 | 1–3 | 3–1 | 0–1 |     | 1–1 | 2–1 | 2–1 | 0–2 | 1–3 | 1–1 | 4–1 | 5–0 | 0–0 |     | 2–0 | 3–3 | 2–1 | 1–2 |
| SV Ried               | 3–2 | 1–1 | 1–3 | 3–1 | 2–3 | 1–0 |     | 2–3 | 2–1 | 1–1 | 0–1 | 1–3 | 0–0 | 1–0 | 2–1 | 1–0 |     | 2–0 | 1–3 | 3–1 |
| Rapid Wiedeń          | 1–0 | 3–0 | 1–1 | 2–1 | 1–1 | 2–0 | 2–1 |     | 4–1 | 2–1 | 1–2 | 0–0 | 2–0 | 5–0 | 1–1 | 6–0 | 1–1 |     | 0–0 | 2–2 |
| Sturm Graz            | 5–0 | 1–2 | 1–1 | 4–2 | 1–1 | 5–1 | 4–2 | 1–1 |     | 3–0 | 3–1 | 2–1 | 2–0 | 3–1 | 0–1 | 2–1 | 0–1 | 1–1 |     | 1–1 |
| Tirol Innsbruck       | 6–1 | 2–0 | 0–2 | 2–0 | 1–1 | 3–0 | 2–0 | 1–0 | 3–0 |     | 5–0 | 1–0 | 1–2 | 4–1 | 3–0 | 1–1 | 3–1 | 1–1 | 2–0 |     |

1. ↑  Mecz 9. kolejki (26.08) między Schwarz-Weiß Bregenz a Austria Wiedeń został powtórzony 25 października. Napastnik Christian Mayrleb naruszył zasadę sprawiedliwości, nie oddając piłki Bregenz po celowym zagraniu jej z powodu kontuzji zawodnika Austrii i stosunkowo bez przeszkód strzelając gola. Prezes austriackiego klubu nakazał dobrowolne rozegranie meczu ponownie. Wynik pierwszego meczu 1-4.[6][7]

## Najlepsi strzelcy
| Bramki | Strzelcy            | Drużyna              |
| ------ | ------------------- | -------------------- |
| 22     | Radosław Gilewicz   | Tirol Innsbruck      |
| 16     | Christian Mayrleb   | Austria Wiedeń       |
| 15     | Ronald Brunmayr     | Grazer AK            |
| 15     | Geir Frigård        | LASK Linz            |
| 14     | Thomas Ambrosius    | Schwarz-Weiß Bregenz |
| 14     | Herwig Drechsel     | SV Ried              |
| 14     | Igor Pamić          | Grazer AK            |
| 13     | Muhammet Akagündüz  | SV Ried              |
| 13     | Heiko Laessig       | Austria Salzburg     |
| 12     | Juan Manuel Cárcamo | Austria Salzburg     |

Źródło:.

## Stadiony
| Admira Wacker Mödling  |
| ---------------------- |
| Bundesstadion Südstadt |
| 12 000                 |
|                        |

| Austria Salzburg |
| ---------------- |
| Lehener Stadion  |
| 14 457           |
|                  |

| Austria Wiedeń     |
| ------------------ |
| Franz Horr Stadion |
| 17 500             |
|                    |

| Grazer AK Sturm Graz          |
| ----------------------------- |
| Arnold Schwarzenegger Stadion |
| 16 364                        |
|                               |

| LASK Linz    |
| ------------ |
| Gugl Stadion |
| 18 000       |
|              |

| Rapid Wiedeń            | Rapid Wiedeń         |
| ----------------------- | -------------------- |
| Gerhard-Hanappi-Stadion | Ernst-Happel-Stadion |
| 18 442                  | 48 500               |
|                         |                      |

| SV Ried        |
| -------------- |
| Rieder Stadion |
| 8 000          |
|                |

| Schwarz-Weiß Bregenz |
| -------------------- |
| Casino Stadion       |
| 12 000               |
|                      |

| Tirol Innsbruck     | Tirol Innsbruck |
| ------------------- | --------------- |
| Tirol Milch Stadion | Tivoli Neu      |
| 15 922              | 16 008          |
|                     |                 |

Źródło:.